# Alien 4. – Feltámad a Halál
Alien 4. – Feltámad a Halál (Alien: Resurrection) – Sci-fi film, melyet a 20th Century Fox 1997-ben hozott forgalomba. A francia filmrendező, Jean-Pierre Jeunet rendezte Joss Whedon forgatókönyve alapján. A 70 millió dollárból készült film volt az első az Alien sorozatban, amely Anglián kívül, Los Angelesben készült. Magyarországon – furcsa körülményeknek köszönhetően – először ez a film kapta meg narrációban is az Alien címet (már negyedik és utolsó részként) tényleges formában, majd az InterCom ehhez társítva visszamenőleg módosította át a korábbi filmek forgalmazási adatait sorszámozott formában.
Kétszáz évvel az "Alien 3. – A végső megoldás: halál" című film történései után Ellen Ripley-t (Sigourney Weaver) klónozták, és egy idegen királynő embrióját távolították el a mellkasából. Az Egyesült Rendszerek Hadserege azt remélte, tenyésztheti az idegeneket, hogy kutatásokat végezzenek rajtuk az USM Auriga nevű kutatóhajó fedélzetén. Céljukat úgy próbálták elérni, hogy csempészekkel emberi gazdatesteket raboltattak el és szállíttattak a kutatóhajóra. Az idegenek később kiszabadultak, Ripley és a csempészek pedig menekültek az Auriga fedélzetéről, mielőtt az a Földnek csapódott volna.
A filmet 1997. november 26-án mutatták be, és vegyes visszajelzéseket kapott a filmkritikusoktól.

## Történet
Kétszáz évvel a Fiorina "Fury" 161-es büntetőtelep-bolygón történt események után (időszámításunk szerint 2381–ben) Ellen Ripley-t (Sigourney Weaver) klónozták, az űrben keringő USM Auriga nevű orvosi kutatóhajó fedélzetén a Fiorina 161-en lefagyasztott vérminták segítségével. Az Egyesült Rendszerek Hadserege az idegen királynő embrióját akarta megszerezni, ami a harmadik részben került Ripley-be. Az embrió sikeres eltávolítása után a tudósok úgy döntenek, életben hagyják a klónt további tanulmányozások céljára. Felnevelik a királynőt, hogy a tojásait hasznosítani tudják. A klónozási eljárás következményeként Ripley DNS-e keveredett az idegenével, ami csak egy idő után derül ki és Ripley képességei megerősödtek. Beleértve nagyobb erő, jobb reflexek, savas vér, érzelmi szál az idegenekkel - a jelenlétük és bizonyos helyzetekben átlagostól eltérő állapotuk megérzésével.
A Betty nevű űrhajó és zsoldosokból álló legénysége az Aurigá-ra érkezik, hogy eladják mélyálomban lévő emberek elrabolt testeit. A hadsereg tudósai gazdatestnek használkák őket az arctámadók számára, hogy több idegent tenyészthessenek tanulmányozásra. A zsoldosok összetalálkoznak Ripley-vel és Call névvel (Winona Ryder) legújabb csapattagjuk baljóslóan felismeri a nevét. Megpróbálja megölni Ripley-t - azt gondolván, hogy további idegenek tenyésztésére használják őt. Azonban Call ezzel elkésett, Ripley-ben már nincs idegen, eközben az idegenek már felnőttek. Rögtön ezután a lények intelligens csellel kiszabadulnak kamráikból - megrongálva a hajót és a legénység nagy részét elpusztítva. Call és Ripley felfedezi, hogy az Auriga egy vészhelyzet esetén életbelépő utasítást követve a Föld felé vette az irányt. A veszély felismerésével Ripley, a zsoldosok, Dr. Wren, a tengerészgyalogos DiStephano (Raymond Cruz), illetve Purvis névvel (Leland Orser) egy túlélő - a gazdatestnek szánt emberek közül - megkísérelnek a Bettyvel elmenekülni és elpusztítani az Aurigá-t.
A menekülés során az idegenek a csapat több tagját megölik. Wren elárulja a csapatot. Ennek következtében Call-ról lelepleződik, hogy egy másodgenerációs saját akaratú android. Kihasználja képességét, hogy rá tud csatlakozni a megrongálódott hajó rendszereire és ütközőpályára állította a hajót a Föld irányába. A megmenekülés előtt Ripley megtapasztalja, hogy a királynő is emberi képességeket szerzett a kevert DNS-ből. Szemtanúja lesz, hogy a királynő méhet növesztve utódnak ad életet tojások és emberi gazdatestek nélkül. Az utódban keveredtek az emberi és az idegen vonások, ismeretlen okból elpusztítja a királynőt, majd Ripley felé tanúsít rejtélyes szeretetet és vonzódást. Az utódtól még Ripley is meghökken. Egy megfelelő pillanatban Ripley elmenekül előle és megpróbálja utolérni a Betty csapatát.
Ripley és az életben maradt zsoldosok elérték a Betty-t. A fedélzeten az idegen utód megtámadja Distephanó-t és Call-t, Distephanó-t sikerül brutálisan megölnie. Ripley leállítja őt, hallgat a szavára, és végül csapdába csalva sikerült megölnie őt. Savas vérét használva egy korábbi sebének felnyitásával lyukat mar az űrhajó rakodóterének ablakába, így a teremtményt az űr vákuuma a kis lyukon keresztül - óriási kínokat okozva - kiszívja az űrbe. A látványt Ripley megszenvedi. A túlélőknek sikerül megmenekülniük, az Auriga pedig a Földbe csapódik.

## Főszereplők
| Színész          | Szerep                | Magyar hang        |
| ---------------- | --------------------- | ------------------ |
| Sigourney Weaver | Ellen Ripley          | Menszátor Magdolna |
| Winona Ryder     | Call                  | Orosz Anna         |
| Dominique Pinon  | Vriess                | Besenczi Árpád     |
| Ron Perlman      | Johner                | Rajhona Ádám       |
| Gary Dourdan     | Christie              | Kálid Artúr        |
| Michael Wincott  | Frank Elgyn           | Dengyel Iván       |
| Kim Flowers      | Sabra Hillard         | Kisfalvi Krisztina |
| Dan Hedaya       | Martin Perez tábornok | Várkonyi András    |
| J.E. Freeman     | Dr. Mason Wren        | Pathó István       |
| Brad Dourif      | Dr. Jonathan Gediman  | Kőszegi Ákos       |
| Raymond Cruz     | Vincent Distephano    | Koncz István       |
| Leland Orser     | Larry Purvis          | Pusztaszeri Kornél |
| Steven Gilborn   | Apa                   | Kristóf Tibor      |

## A film készítése

### Eredet
A 20th Century Fox bízta meg Joss Whedont a film forgatókönyvének megírásával, mert munkája mély benyomást tett rájuk. A filmstúdió eredeti elképzelése az volt, hogy a film A bolygó neve: Halál című második részből ismert kislány, Newt klónjára fog épülni, mivel Ellen Ripley meghalt A végső megoldás: Halál végén. Whedon megírta az első harminc oldalt erre az alapötletre építve, mikor tájékoztatták, hogy bár elégedettek voltak a munkájával, a történetet Ripley klónjára akarják már alapozni, mert szerintük ő volt az Alien filmek alappillére. Whedonnak át kellett írnia a forgatókönyvet úgy, hogy Ripley visszatérjen, amit nem könnyű feladatnak talált. A klónozás ötletét David Giler és Walter Hill producerek adták, akik amúgy ellenezték az Alien 4. forgatását, mert úgy vélték, ártani fog az Alien-üzletnek.
Sigourney Weaver, aki Ripley szerepét játszotta az első három filmben, ki akarta szabadítani a sorozatból a szereplőt a harmadik részben, mert nem akarta, hogy Ripley figurája nevetség tárgyává váljon azzal, hogy "állandóan szörnyek között ébred". Az Alien vs. Predator – A Halál a Ragadozó ellen című film elkészültének lehetősége volt a szereplő halálának másik oka, mert Weaver szörnyűnek találta az ötletet. Mindennek ellenére Whedon forgatókönyve nagy hatással volt rá. Úgy vélte, hogy a klónozási eljárás során bekövetkezett hibával lehetősége nyílik jobban megismerni és bemutatni a szereplőt, mivel Ripley részben ember, részben idegen mivolta bizonytalanná teszi a fajok iránti hűségét. Ez érdekes koncepció volt a színésznő számára, úgy érezte, visszatérhet A nyolcadik utas: a Halál és A bolygó neve: Halál hangulata. Weaver lehetőséget kapott társproducerként is részt venni a filmnél és állítólag mindezért 11 millió dollárt kapott.

### Előkészületek
Több rendező is szóba került a film előkészületei során. A Trainspotting rendezője, Danny Boyle és producere találkoztak is a vezetőséggel, hogy megvitassák a filmet, bár Boyle nem tartotta jó ötletnek a folytatást. Peter Jacksont is felkérték, ő visszautasította az ajánlatot, mert nem érdekelték az Alien filmek. 1995-ben a Közönséges bűnözők című film megjelenése után Bryan Singert is megkereste a 20th Century Fox, majd Jean-Pierre Jeunetre esett a választás, mert a film producerei úgy vélték, egyedülálló látványelemekre képes. Jeunet éppen befejezte az Amélie csodálatos életét, és nagyon meglepte a felkérés. Azt hitte, a harmadik résszel véget ért a történet és ő is rossz ötletnek tartotta a folytatást. Végül mégis elfogadta a 70 millió dollár költségvetésű projektet, a forgatáshoz azonban tolmácsra volt szüksége, mert kezdetben még nem túl jól beszélte az angolt.
A különleges effektekhez Jeunet megszerezte a francia Pitofot és Darius Khondjit, akikkel együtt dolgozott Az elveszett gyerekek városa című filmben. Jeunet és csapata tájékozódásként megnézte a legutóbbi sci-fi és Alien-filmeket, és beszerezte az előző Alien filmek forgatásainak jelentéseit, hogy a kamera beállításokat tanulmányozzák. A rendező jelentősen hozzájárult a forgatáshoz, beleértve öt különböző befejezés ötletét, bár a költségesebbeket elvetették. Ő tanácsolta, hogy a filmben fekete humor is legyen és bátorították őt több erőszak megjelenítésére. 1996 júniusában Marc Caro megrajzolta a szereplők jelmezeinek vázlatát, melyeket megmutattak a tervező Bob Ringwoodnak. Ringwood sok változtatás után megalkotta a végleges terveket, azonban az Így készült az Alien 4. – Feltámad a Halál című könyvben nem tüntették őt fel a stáblistán.

### A lények
Az ember/idegen hibrid az eredeti tervek szerint férfi és női nemi szervvel egyaránt rendelkezett volna, azonban ezt az utómunkálatok során elvetették. A különleges effektekhez az Amalgamated Dynamics Incorporated (ADI) nevű céget kérték fel, akik az Alien-sorozat 3. részében is közreműködtek. Az ADI alapítóinak, Tom Woodruff, Jr.-nak és Alec Gillisnek volt már közös munkája Stan Winstonnal az idegenekkel. Az ADI az idegenek külsejét és változataikat a film forgatókönyve alapján tervezték meg, ami meghatározta, hogy legyen széles farkuk az úszáshoz, a fejük legyen kúposabb és az álluk hegyesebb, és tűnjenek még gonoszabbnak az egyes kameraállások és a képváltások lehetőségeit kihasználva. Miután a rendező elfogadta a terveket, az ADI megkezdte kis szobrok, vázlatok, rajzok és életnagyságú modellek elkészítését.
A rendező, Jeunet megkérte az ADI-t, hogy az ember/idegen hibrid külsejét inkább emberibbre alkossák, mint "idegenebbre". Egy korai elgondolás szerint a hibrid Sigourney Weaver vonásaival született volna, de a csapat úgy érezte, ez a terv túl hasonló lett volna az 1995-ben készült A lény című film Sil nevű szereplőjéhez. Az emberéhez hasonló szemeket és orrot adtak a hibridnek, hogy kifejezőbb legyen és több érzelmet mutathasson, mint az idegenek, így több volt a szereplő, mint "egy egyszerű gyilkológép". Jeunet hajthatatlan volt abban, hogy a hibridnek a férfi és női nemi szerv valamiféle keveréke legyen. A 20th Century Foxnak ez nem nagyon tetszett, és végül még maga Jeunet is úgy érezte, hogy "ez még egy franciának is sok". A nemi szervet így digitális technikával eltávolították az utómunkálatok során. A hibrid idegen mozgatása kilenc ember munkáját igényelte, ez volt a legösszetettebb szereplője a filmnek.

### Forgatás
Az Alien 4. – Feltámad a Halál jeleneteit 1996. októbertől 1997. februárig forgatták Los Angelesben (Kalifornia) a Fox stúdióiban. Jeunetnek nem volt könnyű stúdiót szereznie, mert ugyanabban az időben forgattak még olyan hollywoodi kasszasikereket, mint a Titanic, a Csillagközi szökevények és Az elveszett világ: Jurassic Park című filmek. A negyedik Alien film volt az első a sorozatból, amelyiket Anglián kívül forgattak. Ezt a döntést a főszereplő, Sigourney Weaver hozta, mert úgy vélte, az előző filmek stábjait kimerítette a sok utazás.
A víz alatti jelenethez, amit elsőként vettek fel, a Fox stúdióját át kellett alakítani egy 36x45 méteres, 4,5 méter mély, közel 2,5 millió liter vizet tartalmazó medencévé. Ez az átalakítás kevésbé volt költséges, mint ha a stábot egyetlen jelenet kedvéért a legközelebbi megfelelő helyszínre, San Diegoba vitték volna. Emellett pedig a Fox az átalakított stúdiót későbbi hasonló jelenetekhez fel tudja használni. A vizes jelenetek miatt az úszni tudás előfeltétel volt a színészeknek és a stábnak egyaránt, amikor a filmbe jelentkeztek. A színészeket profi búvárok oktatták Los Angeles-i uszodákban, hogy megtanulják a felszerelések használatát. Ezután további két és fél hét edzés következett a stúdióban a kaszkadőrök vezetőjével, Ernie Orsattival és a víz alatti jelenetek operatőrével, Peter Romanóval. Weaver azonban az edzések legnagyobb részén nem tudott ott lenni Broadwaybeli kötelezettségei miatt. Winona Rydernek nagy kihívás volt a jelenet, mert 12 évesen majdnem vízbefulladt, és azóta nem is volt vízben. Tanácsolták neki a dublőr alkalmazását, de tudta, hogy ez túl nyilvánvaló lenne a közönség számára a dublőr eltérő hajhosszúsága miatt. Végigcsinálta végül a jelenetet, de a forgatás első napját így végig aggódta.
A rendező, Jeunet be akarta mutatni Ripley új képességeit, beleértve azt a jelenetet, amikor Ripley a kosárba dobja a labdát úgy, hogy közben az ellenkező irányba néz. A színésznő tíz napig készült erre és átlagosan hatból egyszer sikerült betalálnia annak ellenére, hogy a filmben látott távolság nagyobb volt, mint amilyen messziről neki kellett gyakorolnia. Jeunet aggódott a gyakorlásra eltöltött idő miatt, ezért vagy egy gép által végrehajtott dobást szorgalmazott, vagy pedig számítógépes technikával (CGI) oldotta volna meg. Weaver azonban eltökélt volt, hogy a dobásnak hitelesnek kell lennie, tökéletesen bedobta a labdát a hatodik próbálkozásra. A labda egy pillanatra kiment a képből a lövés után, és Pitof azt javasolta, szerkesszék át, hogy a labda végig képben legyen a jelenet során, de Weaver visszautasította. Ron Perlman ki is esett a szerepéből, amikor Weaver bedobta a labdát, a kamera felé nézett egy "ó, Istenem" felkiáltással. Így elég szünet volt a kosárradobás és Perlman mondata között, hogy a filmkészítők megvágják a jelenetet az utómunkálatok során.

### Látványelemek és miniatűrök
A film forgatókönyve egy képregényhez hasonlított, képek és párbeszédek a bal oldalon, és leírások a jobb oldalon. Jeunet minden egyes jelenetet megtervezett , ami megkönnyítette a látványtervezők munkáját. A Blue Sky Studiost kérték fel a CGI technikával készült idegenek elkészítésére, mivel Jeunetra és Pitofra nagy hatással volt a cég munkája, amivel a Bogaras Joe című filmhez ugyanezzel a technikával készítették a csótányokat. Azért döntött Jeunet a CGI-s idegenek mellett a bábok vagy beöltözött színészek helyett, mert úgy gondolta, egy beöltözött ember túl könnyen felismerhető.
A filmen szereplő űrhajók mindegyike miniatűr hajó volt, mert erre a feladatra nem tartották megfelelőnek, valósághűnek a CGI technikát. Az USM Auriga kutatóhajót Nigel Phelps tervezte és egy orvosi eszközre hasonlított. Ez a tervezet azonban túl függőleges volt a film nyitó jelenetéhez, amikor a kamera az űrhajót pásztázza. Három nappal azelőtt, amikor a hajó végleges formáját befejezték volna, Jeunet visszautasította. Phelps, Jim Martin és Sylvain Despretz feladata volt az újratervezés. Jeunet úgy érezte, Martin terve sokkal inkább hasonlított egy űrállomásra, mint hajóra, így Despretz áramvonalasabb és vízszintesebb megjelenésű tervét fogadta el.

### Filmzene
John Frizzell zeneszerzőt egy barátja bátorította, hogy mutassa be művét a film háttérzenéjének meghallgatásán. Frizzell elküldött négy kazettát, majd hívást kapott a 20th Century Foxtól a negyedikkel kapcsolatban, ami a The Empty Mirror című film zenéjét tartalmazta. Ezután a Fox képviselője, Robert Kraft találkozott Frizzellel és megbízta a munkával. Frizzell hét hónap alatt készült el a zenével, Jeunet kérése alapján teljesen másnak és egyedinek kellett lennia az előző Alien filmekhez képest. Voltak romantikus és erotikus témák, olyan hangeffektekkel, mint a gong vagy gumibot. A They Swim című dalt egy hónap alatt véglegesítették, mert Jeunet nem volt megelégedve Frizzell első verziójával. Végül is az elfogadott zene az első és harmadik verzió keveréke lett.

### Special edition
- Rögtön egy alternatív főcímmel találkozunk. Eredetileg Ripley korábbi klónjainak torzított közelképeit láthattuk. Most egy állkapoccsal nyit a film, amiről kiderül, hogy egy idegen rovarhoz tartozik, melyet hamarosan szét is nyom egy katona. Ahogy távolodik a kép, kiderül, hogy a katona az Auriga egyik megfigyelőkapszulájában ül.
- Közvetlenül a királynőembrió kioperálása után Ripley 8. klónja kinyitja a szemét, majd megragadja és eltöri Dr. Sprague alkarját.
- A tesztelés során a kesztyű és cseresznye képe után egy szőke kislány rajzát is megmutatják Ripleynek, ami látható érzelmi reakciókat vált ki belőle.
- Az ebédlői jelenetben hosszabbak a párbeszédek: Dr. Gediman megkérdezi Ripleyt, mire emlékszik a "Fiori 16"-tal kapcsolatban, Dr. Wren pedig valamivel többet mond a Weyland-Yutani társaságról.
- Az érkező Betty jelenetét jelentősen újravágták és kiegészítették. Először az Auriga felé szálló kis hajót látjuk, majd Elgyn megadja rádión az "engedélykódot" (K-A-P-D-B-E), ezután az eredetinél kissé hosszabban flörtöl Hillarddal. Ezután figyelmezteti Callt és Vriesst rádión, hogy álljanak készen. Látjuk Vriesst és Callt a raktérben dolgozni, itt is hosszabbodik a párbeszéd egy obszcén viccel. Ezt követi Christie fegyverpróbája, ami első jelenet volt az eredeti változatban. Következik Johner "célzógyakorlata", ami után Vriess, Call és Johner vitája is hosszabb, a kés eltörését követően pedig Vriessnek van egy új mondata.
- Miközben Elgyn és Perez tábornok üzletelnek, elhangzik néhány "férfias" megjegyzés Callról, a beszélgetés végén pedig a tábornok kifejti a kapitánynak, hogy milyen feltételek mellett maradhatnak néhány napig az Aurigán.
- Miután Purvis ordítva kérdezi, hogy mi a franc van benne, Wren válaszol neki ("Egy parazita! Egy idegen elem!"), majd vita alakul ki arról, hogy magukkal vigyék-e a fertőzött férfit.
- Mielőtt beúsznak az elárasztott konyhába, Christie és DiStephano kedélyesen elbeszélgetnek a fegyverekről, és Callnak is van egy plusz mondata.
- Ripley és Call kápolnában elhangzó párbeszéde is kibővült. Megtudjuk, hogy Call a Föld egyik lakatlan területére irányította a hajót, majd többek között az is szóba kerül, hogy Call miért jött az Aurigára. Ripley visszaemlékszik arra, hogy embereket akart megmenteni – köztük egy kislányt is – de nem sikerült neki. Kiderül, hogy mindketten szoktak álmodni.
- Az alternatív befejezésben a Bettyt látjuk leszállni a romokban álló, poszt-apokaliptikus Párizs mellett.
- Mindezeken kívül néhány helyen újravágták a film zenéjét is.

## Fogadtatás

### Bevétel
Az Alien 4. – Feltámad a Halál elővetítését Camarilloban (Kalifornia) tartották, az első előadás pedig Észak-Amerikában 1997. november 26-án volt. A film a Flubber – A szórakozott professzor mögött, a második helyen debütált a jegypénztárakban, 25 millió dollárt a vetítés első öt napján, 16 milliót az első hétvégén, átlagosan 6821 dollárt a filmet vetítő 2415 moziban. A film teljes bevétele 47,7 millió dollár volt Észak-Amerikában, a kontinensen a legkevésbé sikeres része volt az Alien sorozatnak. Nemzetközileg jobban fogadták a mozinézők, 113,5 millió dolláros bevétellel összesen 161,2 millió dollárt hozott. 1997-ben a 43. legtöbbet hozott film volt Észak-Amerikában.

### Kritikusok véleménye
A film nagyon vegyes visszajelzéseket kapott a kritikusoktól. A Metacritic, mely egy albumok, játékok, mozifilmek, TV műsorok, DVD-k kritikáinak összesítésével foglalkozó weboldal, 63%-ra értékelte, a hasonló témájú Rotten Tomatoesnál 53%-ot kapott. Mindkét érték magasabb volt, mint a harmadik rész, A végső megoldás: Halál esetében, és az Alien vs. Predator – A Halál a Ragadozó ellen és Aliens vs. Predator – A Halál a Ragadozó ellen 2 kritikái, azonban alacsonyabb, mint az Alien sorozat első két része esetében. Roger Ebert a Chicago Sun-Timestól negatívan értékelte a filmet, úgy vélte „Nincs a filmnek egyetlen olyan jelenete sem, amelyik bárkit is lenyűgözött volna”. Joe Baltake a Sacramento Bee munkatársa így nyilatkozott: "Ennek az Aliennek sosem kellett volna feltámadnia.", míg Tom Meek a Film Threat-től azt írta: „Weaver és Jeunet erőfeszítéseit hiábavalóvá teszi Joss Whedon forgatókönyvének alkalmatlansága, aki megtalálta a módját, hogyan írjon unalmas akciójelenteket.”
Nem minden kritika volt azért ennyire negatív. Mary Brennan a Film-től úgy vélte, „Humoros nézni, és könnyű átadni magunkat a pillanatnak.” A Houston Chronicle szerkesztője, Louis B. Parks azt mondta, „Ez a film egy csoda, egy jól fotózott ünnepe a képzeletnek.”, és Richard Schickel a Time-tól azt írta: „Kevésbé ijesztő, de viccesebb, mint valaha.” A Washington Post munkatársa, Desson Thomson pedig úgy érezte, „a film sikeresen újrahasznosította a nagy meglepetéseket, melyek az első részt olyan erőteljessé tették. És ami még jelentősebb, az egész üzletnek újra nagy felhajtást csapott.”
Joss Whedon, a forgatókönyvíró elégedetlen volt a film végső változatával. Amikor 2005-ben megkérdezték, mennyiben különbözött a film az ő által írt forgatókönyvtől, azt válaszolta:
Nem is az volt a kérdés, hogy mindent másképp csináltak, bár még a végét is megváltoztatták, hanem az, hogy mindent rosszul csináltak. Mondták a szöveget... nagyjából... de mindet rosszul. És rosszul is játszották. És rosszul is tervezték. És rosszul is vágták. Mindent rosszul csináltak, amit csak lehetett. Ez tulajdonképpen egy érdekes leckéje a filmkészítésnek, mert minden, amit csináltak, visszautal a forgatókönyvre, vagy legalábbis hasonlít valamennyire a forgatókönyvhöz, és az emberek úgy gondolják, ha nem tetszik, változtatnak a forgatókönyvön... de itt nem is annyira a forgatókönyv megváltoztatása történt, hanem megvalósították, de olyan rettenetes módon, hogy szinte nézhetetlenné tették.

## Díjak, jelölések
| Év   |         | Díj                           | Kategória |
| ---- | ------- | ----------------------------- | --- |
| 1997 | Nyert   | Bogey-díj (Németország)       | |
| 1998 | Jelölés | Golden Satellite-díj          | Legjobb film (Animated or Mixed Media kategória): Bill Badalato, Gordon Carroll, David Giler, Walter Hill |
| 1998 | Jelölés | Szaturnusz-díj                | Legjobb színésznő: Sigourney Weaver Legjobb jelmez: Bob Ringwood Legjobb rendező: Jean-Pierre Jeunet Legjobb sci-fi film Legjobb különleges effektek: Pitof, Erik Henry, Alec Gillis, Tom Woodruff, Jr. Legjobb mellékszereplő: Winona Ryder |
| 1998 | Nyert   | Blockbuster Entertainment-díj | Kedvenc mellékszereplő (sci-fi): Winona Ryder |
| 1998 | Jelölés | Blockbuster Entertainment-díj | Kedvenc női főszereplő: Sigourney Weaver |
| 2003 | Nyert   | DVDX-díj                      | Legjobb DVD: Charles de Lauzirika |
| 2003 | Jelölés | DVDX-díj                      | Legjobb menü: Matt Kennedy Legjobb extra jelenetek: Charles de Lauzirika, David Crowther |
| 2003 | Jelölés | DVDX-díj                      | Legjobb "kulisszák mögött": Charles de Lauzirika |
| 2004 | Nyert   | Sierra-díj                    | Legjobb DVD |
| 2004 | Jelölés | Golden Satellite-díj          | Legjobb DVD extrák Legjobb DVD |
| 2004 | Jelölés | Szaturnusz-díj                | Legjobb DVD kollekció |

## Videójáték
Az Alien Resurrection című PlayStation játék követi az alapjául szolgáló film tartalmát. A tudósoknak sikerült Ripleyt visszahozni a sírból, és vele együtt az idegen királynőt is. Ripley irányításával kell kijutni a hajóból különböző fegyverek segítségével, miközben arctámadók, mellkasrobbantók és más idegen szörnyek támadnak rád. A filmbéli csapat több tagja is túlélő, akiket ha Ripley megment, szintén játszható karakterekké válnak.